# Åke Tillman
Johan Åke Tillman, född 24 maj 1918 i Österlövsta, Uppsala län, död 16 februari 1978 i Hägersten, var en svensk målare och tecknare.
Han var son till Per Johan Tillman och Elin Westberg och från 1943 gift med Märta Charlotta Nordlander. Tillman deltog som elev vid Stockholms högskolas konstkursverksamhet 1947–1949 och i ABF:s konstkurser 1949–1950 därefter studerade han privat för Peter Weiss 1950–1952, Carl Eldh 1952–1953 och för Vilhelm Bjerke-Petersen 1955–1957 samt för Gerry Eckhardt 1961–1962. Separat ställde han bland annat ut på Galerie Æsthetica i Stockholm, konstsalong Svarta katten i Gävle och i Nora. Han medverkade även i ett flertal samlingsutställningar. Hans konst består av målningar med skiftande motiv utförda i olja eller tempera. 